# 東アジア・シニアリーダーズ・フォーラム
東アジア・シニアリーダーズ・フォーラム（ひがしアジア・シニアリーダーズ・フォーラム）は、2007年3月に、世界平和研究所と読売新聞社の共催により、福岡で開催された国際会議。

## 概要
東アジア各国の元首相等が集まり“21世紀地域秩序の創造”をテーマとして、東アジア地域の長期的な安定と繁栄を実現するための方策について議論が行われた。

## フォーラムへの参加者
- 中曽根康弘元日本国首相
- ラモス元フィリピン大統領
- メガワティ前インドネシア大統領
- 金鍾泌元韓国首相
- チュアン元タイ首相